# Analia Pigrée
Analia Pigrée (Cayenne (Frans-Guyana), 31 juli 2001) is een Franse zwemster.

## Carrière
Bij haar internationale debuut, op de Europese kampioenschappen kortebaanzwemmen 2021 in Kazan, veroverde Pigrée de zilveren medaille op de 50 meter rugslag en de bronzen medaille op de 100 meter rugslag, op de 50 meter vrije slag werd ze uitgeschakeld in de halve finales. Samen met Justine Delmas, Thomas Piron en Jordan Pothain strandde ze in de series van de gemengde 4×50 meter wisselslag. Op de wereldkampioenschappen kortebaanzwemmen 2021 in Abu Dhabi eindigde ze als vierde op de 50 meter rugslag, daarnaast werd ze uitgeschakeld in de series van de 100 meter rugslag. Op de 4×50 meter vrije slag eindigde ze samen met Marie Wattel, Béryl Gastaldello en Charlotte Bonnet op de zesde plaats, samen met Mary-Ambre Moluh, Justine Delmas en Béryl Gastaldello strandde ze in de series van de 4×50 meter wisselslag. Op de gemengde 4×50 meter vrije slag zwom ze samen met Maxime Grousset, Thomas Piron en Béryl Gastaldello in de series, in de finale eindigden Grousset, Piron en Gastaldello samen met Marie Wattel op de zesde plaats.
Tijdens de wereldkampioenschappen zwemmen 2022 in Boedapest sleepte de Française de bronzen medaille in de wacht op de 50 meter rugslag, op de 100 meter rugslag werd ze uitgeschakeld in de halve finales. In Rome nam Pigrée deel aan de Europese kampioenschappen zwemmen 2022. Op dit toernooi werd ze Europees kampioene op de 50 meter rugslag, daarnaast strandde ze in de series van de 100 meter rugslag.

## Internationale toernooien
| Jaar | Olympische Spelen | WK langebaan                   | WK kortebaan | EK langebaan                     | EK kortebaan                                                                   |
| ---- | ----------------- | ------------------------------ | --- | -------------------------------- | ------------------------------------------------------------------------------ |
| 2021 | geen deelname     |                                | 4e 50m rugslag 19e 100m rugslag 7e 4×50m vrije slag 9e 4×50m wisselslag 6e 4×50m vrije slag gemengd Pigrée zwom enkel de series | geen deelname                    | 12e 50m vrije slag · 50m rugslag · 100m rugslag · 14e 4×50m wisselslag gemengd |
| 2022 |                   | 50m rugslag · 16e 100m rugslag | 13-18 december | 50m rugslag · serie 100m rugslag |                                                                                |

## Persoonlijke records
Bijgewerkt tot en met 14 augustus 2022
Kortebaan
| Afstand      | Tijd  | Datum            | Plaats    |
| ------------ | ----- | ---------------- | --------- |
| 50m rugslag  | 25,96 | 20 december 2021 | Abu Dhabi |
| 100m rugslag | 56,40 | 6 november 2021  | Kazan     |

Langebaan
| Afstand      | Tijd  | Datum            | Plaats      |
| ------------ | ----- | ---------------- | ----------- |
| 50m rugslag  | 27,27 | 14 augustus 2022 | Rome        |
| 100m rugslag | 59,88 | 11 december 2021 | Montpellier |